# Campeonato Mundial de Esgrima de 2023
O Campeonato Mundial de Esgrima de 2023 foi a 83ª edição do torneio organizado pela Federação Internacional de Esgrima (FIE). O evento foi disputado entre os dias 22 a 30 de julho de 2023, no Centro de Convenções de Milão, em Milão, Itália.

## Calendário
Doze eventos foram realizados. 
Todos os horários são locais (UTC+2).
| Data        | Hora  | Evento                                     |
| ----------- | ----- | ------------------------------------------ |
| 22 de julho | 09:00 | Qualificação espada feminino               |
| 22 de julho | 09:00 | Qualificação sabre masculino               |
| 23 de julho | 09:00 | Qualificação florete feminino              |
| 23 de julho | 09:00 | Qualificação espada masculina              |
| 24 de julho | 09:00 | Qualificação sabre feminino                |
| 24 de julho | 09:00 | Qualificação florete masculino             |
| 25 de julho | 08:30 | Final espada feminino                      |
| 25 de julho | 08:30 | Final sabre masculino                      |
| 26 de julho | 08:30 | Final florete feminino                     |
| 26 de julho | 08:30 | Final espada masculina                     |
| 27 de julho | 10:00 | Qualificação por equipe de espada feminino |
| 27 de julho | 10:00 | Qualificação por equipe sabre masculino    |
| 27 de julho | 10:00 | Final sabre feminino                       |
| 27 de julho | 10:00 | Final florete masculino                    |
| 28 de julho | 09:00 | Qualificação por equipe espada masculino   |
| 28 de julho | 09:00 | Qualificação por equipe florete feminino   |
| 28 de julho | 10:00 | Final por equipe espada feminino           |
| 28 de julho | 10:00 | Final por equipe sabre masculino           |
| 29 de julho | 09:00 | Qualificação por equipe florete masculino  |
| 29 de julho | 09:00 | Qualificação por equipe sabre feminino     |
| 29 de julho | 10:00 | Final por equipe florete feminino          |
| 29 de julho | 10:00 | Final por equipe espada masculino          |
| 30 de julho | 10:30 | Final por equipe sabre feminino            |
| 30 de julho | 10:30 | Final por equipe florete masculino         |

## Medalhistas

### Masculino
| Eventos                        | Ouro                                                                               | Prata                                                                       | Bronze                                                                           |
| Espada                         |                                                                                    |                                                                             |                                                                                  |
| Espada individual (detalhes)   | Máté Tamás Koch · Hungria                                                          | Davide Di Veroli · Itália                                                   | Romain Cannone · França                                                          |
| Espada individual (detalhes)   | Máté Tamás Koch · Hungria                                                          | Davide Di Veroli · Itália                                                   | Ruslan Kurbanov · Cazaquistão                                                    |
| Espada por equipes (detalhes)  | Itália · Gabriele Cimini · Davide Di Veroli · Andrea Santarelli · Federico Vismara | França · Alexandre Bardenet · Gaétan Billa · Yannick Borel · Romain Cannone | Venezuela · Francisco Limardo · Jesús Limardo · Rubén Limardo · Grabiel Lugo     |
| Florete                        |                                                                                    |                                                                             |                                                                                  |
| Florete individual (detalhes)  | Tommaso Marini · Itália                                                            | Nick Itkin · Estados Unidos                                                 | Kyosuke Matsuyama · Japão                                                        |
| Florete individual (detalhes)  | Tommaso Marini · Itália                                                            | Nick Itkin · Estados Unidos                                                 | Enzo Lefort · França                                                             |
| Florete por equipes (detalhes) | Japão · Kazuki Iimura · Kyosuke Matsuyama · Takahiro Shikine · Kenta Suzumura      | China · Chen Haiwei · Mo Ziwei · Wu Bin · Xu Jie                            | Hong Kong · Cheung Ka Long · Ryan Choi · Leung Chin Yu · Yeung Chi Ka            |
| Sabre                          |                                                                                    |                                                                             |                                                                                  |
| Sabre individual (detalhes)    | Eli Dershwitz · Estados Unidos                                                     | Sandro Bazadze · Geórgia                                                    | Ziad El-Sissy · Egito                                                            |
| Sabre individual (detalhes)    | Eli Dershwitz · Estados Unidos                                                     | Sandro Bazadze · Geórgia                                                    | Áron Szilágyi · Hungria                                                          |
| Sabre por equipes (detalhes)   | Hungria · Tamás Decsi · Csanád Gémesi · András Szatmári · Áron Szilágyi            | Coreia do Sul Gu Bon-gil Ha Han-sol Kim Jun-ho Oh Sang-uk                   | Estados Unidos · Eli Dershwitz · Andrew Doddo · Colin Heathcock · Mitchell Saron |

### Feminino
| Eventos                        | Ouro                                                                                                  | Prata                                                                           | Bronze                                                           |
| Espada                         | |                                                                                 |                                                                  |
| Espada individual (detalhes)   | Marie-Florence Candassamy · França                                                                    | Alberta Santuccio · Itália                                                      | Mara Navarria · Itália                                           |
| Espada individual (detalhes)   | Marie-Florence Candassamy · França                                                                    | Alberta Santuccio · Itália                                                      | Sun Yiwen · China                                                |
| Espada por equipes (detalhes)  | Polónia · Renata Knapik-Miazga · Magdalena Pawłowska · Martyna Swatowska-Wenglarczyk · Ewa Trzebińska | Itália · Rossella Fiamingo · Federica Isola · Mara Navarria · Alberta Santuccio | Coreia do Sul Choi In-jeong Kang Young-mi Lee Hye-in Song Se-ra  |
| Florete                        | |                                                                                 |                                                                  |
| Florete individual (detalhes)  | Alice Volpi · Itália                                                                                  | Arianna Errigo · Itália                                                         | Martina Favaretto · Itália                                       |
| Florete individual (detalhes)  | Alice Volpi · Itália                                                                                  | Arianna Errigo · Itália                                                         | Lee Kiefer · Estados Unidos                                      |
| Florete por equipes (detalhes) | Itália · Arianna Errigo · Martina Favaretto · Francesca Palumbo · Alice Volpi                         | França · Solène Butruille · Morgane Patru · Pauline Ranvier · Ysaora Thibus     | Japão · Sera Azuma · Komaki Kikuchi · Karin Miyawaki · Yuka Ueno |
| Sabre                          | |                                                                                 |                                                                  |
| Sabre individual (detalhes)    | Misaki Emura · Japão                                                                                  | Despina Georgiadou · Grécia                                                     | Theodora Gkountoura · Grécia                                     |
| Sabre individual (detalhes)    | Misaki Emura · Japão                                                                                  | Despina Georgiadou · Grécia                                                     | Yoana Ilieva · Bulgária                                          |
| Sabre por equipes (detalhes)   | Hungria · Sugár Katinka Battai · Anna Márton · Liza Pusztai · Luca Szűcs                              | França · Sara Balzer · Manon Brunet · Caroline Queroli · Margaux Rifkiss        | Coreia do Sul Choi Se-bin Jeon Eun-hye Jeon Ha-young Yoon Ji-su  |

## Quadro de medalhas
País sede
| Ordem | País               | Medalha de ouro | Medalha de prata | Medalha de bronze |    |
| ----- | ------------------ | --------------- | ---------------- | ----------------- | -- |
| 1     | ITA Itália         | 4               | 4                | 2                 | 10 |
| 2     | HUN Hungria        | 3               |                  | 1                 | 4  |
| 3     | JPN Japão          | 2               |                  | 2                 | 4  |
| 4     | FRA França         | 1               | 3                | 2                 | 6  |
| 5     | USA Estados Unidos | 1               | 1                | 2                 | 4  |
| 6     | POL Polônia        | 1               |                  |                   | 1  |
| 7     | KOR Coreia do Sul  |                 | 1                | 2                 | 3  |
| 8     | CHN China          |                 | 1                | 1                 | 2  |
|       | GRE Grécia         |                 | 1                | 1                 | 2  |
| 10    | GEO Geórgia        |                 | 1                |                   | 1  |
| 11    | BUL Bulgária       |                 |                  | 1                 | 1  |
|       | EGY Egito          |                 |                  | 1                 | 1  |
|       | HKG Hong Kong      |                 |                  | 1                 | 1  |
|       | KAZ Cazaquistão    |                 |                  | 1                 | 1  |
|       | VEN Venezuela      |                 |                  | 1                 | 1  |
| TOTAL | TOTAL              | 12              | 12               | 18                | 42 |